# Història d'Àfrica
L'Àfrica és un continent amb una història que es pot dividir en tres períodes principals: el corresponent a la prehistòria i les primeres civilitzacions, amb l'auge d'Egipte; els imperis tribals posteriors i l'època marcada per la colonització europea i la posterior independència.
La història d'Àfrica comença amb el sorgiment dels primers homínids fa uns cinc milions d'anys i s'estén fins als nostres dies. El període històric de l'edat antiga a l'Àfrica inclou l'aparició de la civilització egípcia, el posterior desenvolupament de les societats fora de la vall del Nil i la interacció entre elles i les civilitzacions de fora d'Àfrica. A finals del segle vii l'Àfrica del Nord i l'Àfrica oriental van ser fortament influenciats per l'expansió de l'Islam, propiciant l'aparició de noves cultures, com ara els pobles suahili. Això també va incrementar el tràfic àrab d'esclaus, que no culminaria fins al segle xix.
La història africana precolonial s'enfoca en l'època que transcorre entre començaments del segle xvi, caracteritzada pel trasllat de grans quantitats de pobladors africans en qualitat d'esclaus al nou món, fins a l'inici de la disputa europea per Àfrica. El període colonial africà va transcórrer des de finals dels anys 1800 fins a l'adveniment dels moviments independentistes el 1951 quan Líbia es va convertir en la primera colònia africana a aconseguir la independència. La història africana moderna ha estat plena de revolucions i guerres, comptant també, però, amb el creixement de les economies d'algunes nacions africanes al llarg del continent.
Els vells prejudicis contra els africans d'ètnia negra han fet que fins fa poc la història africana fos narrada o representada de manera marcadament eurocèntrica o racista. La història africana ha estat un repte per als investigadors donada l'escassetat de fonts escrites en grans parts de l'Àfrica subsahariana, i també a causa de les opinions contrastants sobre allò que és i no és africà. Algunes tècniques d'estudi com el registre de la història oral, l'arqueologia i la genètica, per rastrejar el moviment dels pobles, han estat crucials a l'hora d'escriure la història de diverses regions africanes que en el passat havia estat un misteri.

## Prehistòria africana

Possibles rutes migratòries dels humans prehistòrics durant el Paleolític superior

Àfrica és el bressol de la humanitat: allà va sorgir el gènere Homo que va donar lloc a l'espècie humana. La domesticació dels animals va començar al voltant del riu Nil cap a l'any 6000 aC i mil anys més tard va començar l'agricultura a la regió del Sahel, amb cereals i posteriorment el cafè. L'avanç del desert va fer que les civilitzacions es concentressin a prop de l'aigua, envoltant el Nil (amb els egipcis) i la zona dels Grans Llacs, on destaquen els pobles bantus amb totes les seves ramificacions.
No hi ha una història escrita encara que ompli i satisfaci els africans. Segons es diu en les últimes exploracions paleontològiques i arqueològiques, els homínids ja existien a l'Àfrica fa almenys 5 milions d'anys. L'anatomia del seu crani era similar a la dels seus parents propers, els grans simis africans, però havien adoptat una forma bípeda de locomoció, la qual els atorgava un avantatge crucial, ja que els permetia viure tant en àrees boscoses com en la sabana en una era en què Àfrica s'estava tornant àrida, amb les sabanes superposant-se als boscos i selves.
Fa uns 3 milions d'anys diverses espècies d'homínids del gènere Australopithecus havien sorgit al llarg del sud, est i centre d'Àfrica. El següent gran pas evolutiu va ocórrer fa aproximadament 2 milions d'anys amb l'arribada d'Homo habilis, que es creu que va ser la primera espècie d'homínid capaç de fabricar eines. Això li va permetre a H. habilis començar a menjar carn. En la cacera, H. habilis no era capaç de competir amb grans depredadors, i seguia sent més presa que caçador, encara que probablement podia robar ous de nius i va poder haver estat capaç de capturar petits animals.
Fa 1,8 milions d'anys, Homo erectus va aparèixer per primera vegada a l'Àfrica, encara que de la mateixa manera ho va fer gairebé simultàniament al Caucas (Europa oriental). Alguns dels primers representants d'aquesta espècie seguien tenint cervells bastant petits i usaven primitives eines de roca, de forma molt similar a H. habilis. El seu cervell més endavant va créixer fins a ser de quasi un litre i H. erectus va acabar desenvolupant una tecnologia d'eines més complexa, de tipus acheulià. Possiblement van ser els primers grans caçadors. A més, Homo erectus va dominar l'art de produir foc, i va ser el primer homínid a sortir d'Àfrica, i s'expandí per tot el vell món a les migracions humanes prehistòriques. També s'ha suggerit que Homo georgicus, un descendent d'Homo habilis, va poder ser el primer homínid i el més primitiu a viure fora d'Àfrica. No obstant això, molts científics consideren Homo georgicus com un membre anterior i més primitiu de l'espècie Homo erectus.
Es va produir un èxode, la causa d'aquest va ser molt probablement, la competència amb altres homínids. A partir del moment que es va adquirir la tecnologia acheuliana i es va començar a explotar recursos naturals de manera més eficient, els grups que no adquirien aquesta tecnologia es veien obligats a canviar zona per guanyar-se la vida.
El registre fòssil mostra que Homo sapiens va poder viure al sud i a l'est d'Àfrica fa almenys 100.000 i possiblement 150.000 anys. Fa uns 40.000 anys va començar la colonització del nostre planeta pels éssers humans moderns amb la seva expansió cap a fora d'Àfrica. La seva migració és indicada per evidències lingüístiques, culturals i genètiques.
Al final de l'edat de gel (al voltant del 10500 aC), el Sàhara s'havia convertit de nou en una fèrtil vall, i la seva població africana va tornar de l'interior del continent i de les muntanyes costaneres a l'Àfrica subsahariana. No obstant això, el clima cada vegada més sec i càlid va fer que per a l'any 5000 aC la regió del Sàhara s'anés tornant cada vegada més àrida. La població es va desplaçar fora de la zona i es dirigí a la vall del Nil, on van crear assentaments permanents o semipermanents. Va passar una recessió climàtica major, disminuïren les fortes i persistents pluges a l'Àfrica central i oriental; des de llavors la condicions seques han prevalgut a l'est d'Àfrica.

## Cultures prehistòriques
El fenomen internacional conegut com la cultura del vas campaniforme va començar a afectar l'Àfrica nord-occidental. Anomenada així pels atuells de ceràmica de forma característica trobats en tombes, la cultura del vas campaniforme està associada amb el sorgiment d'una mentalitat guerrera. L'art rupestre d'aquest període al nord d'Àfrica representa animals però també posa un nou èmfasi en la figura humana, equipada amb armes i adorns. La gent procedent de la regió dels Grans Llacs d'Àfrica es va assentar al llarg de la costa oriental del mar Mediterrani per esdevenir els protocananeus, que van dominar les terres baixes entre el riu Jordà, el Mediterrani i el desert del Sinaí.

## Els grans imperis
El segon gran període, que abraça fins al segle xix, està marcat per una gran diversitat de cultures, que van formar imperis hegemònics a la seva zona d'influència. El gran desert del Sàhara parteix el continent en dues meitats, de les quals la superior va tenir molt de contacte amb la mar Mediterrània i els seus pobles. Egipte i els nòmades que comerciaven entre diferents imperis van ser els únics punts de trobada dels dos mons.
La part de l'oest va estar dominada per ciutats estat independents, com les de Mali, els fulanis, songhais o ashantis. Els pobles bantus van continuar dominant el centre del continent, amb els zulus expandint-se cap al sud. Etiòpia i Mali van ser les dues grans potències continentals. Al nord van destacar Cartago i el seu imperi (en llarga pugna amb Roma pel domini del món conegut), Egipte i després tots els pobles àrabs, que a partir de la islamització progressiva del continent des del segle viii van formar una nova àrea cultural i política, molt lligada a la religió musulmana: el Magrib, que encara perdura.
Des d'abans del I mil·lenni aC s'havia iniciat a l'Àfrica central una important expansió bantu, probablement associada a l'expansió de certs cultius, que va alterar profundament la distribució genètica i lingüística de l'Àfrica negra. Donant una aparença similar a l'actual, on hi ha un oceà de pobles que parlen llengües nigerocongoleses queden poblacions marginals que o bé parlen llengües no emparentades amb el bantu (llengües koisanes, sandawe, hadza) o tenen marcadors genètics bastant diferents dels bantus comuns (per exemple pigmeus).
L'expansió dels bantus es perllongaria durant els primers segles de la nostra era fins i tot després de l'arribada dels exploradors europeus, culminà en la formació del Regne zulu a l'Àfrica meridional.

## Segles VII al XVI
Al segle xi hi va haver una considerable immigració àrab, que resultà en una gran absorció de la cultura amaziga. Fins i tot abans d'això els amazics en general havien adoptat la llengua i la religió dels seus conqueridors. La influència àrab i la religió islàmica es van adherir indeleblement al nord d'Àfrica. Juntes es van propagar cap al sud, a través del Sàhara. També es van establir fermament al llarg de la costa oriental, on els àrabs, els perses i els indis van establir florents colònies, com ara Mombasa, Malindi i Sofala, jugant un paper marítim i comercial anàleg a aquell exercit en segles previs pels cartaginesos a la costa nord. Fins al segle xiv, Europa i els àrabs a l'Àfrica del Nord ignoraven l'existència d'aquestes ciutats i estats orientals.
Els primers immigrants àrabs havien reconegut l'autoritat dels califes de Bagdad, i la dinastia aglabina, fundada per Aglab, un dels generals d'Harun ar-Raixid, a finals del segle viii, va regnar com a vassall del califat. No obstant això, al començament del segle x la dinastia fatimita es va establir a Egipte, on El Caire havia estat fundat l'any 968 i des d'allà va dominar fins en regions tan llunyanes com la costa de l'oceà Atlàntic. Més tard sorgirien altres dinasties com l'almoràvit i l'almohade. Eventualment els otomans, que havien propiciat la caiguda de Constantinoble el 1453 i havien pres Egipte el 1517, van establir, entre 1519 i 1551, les regències d'Algèria, Tunísia i Trípoli (Líbia); el Marroc romangué com un estat amazic arabitzat independent sota el domini de la dinastia Sharifan, la qual va sorgir a finals del segle xiii.
Sota el domini de les dinasties prèvies la cultura àrab havia assolit un alt grau d'excel·lència, mentre que el proselitisme dels seguidors de l'islam va conduir a una considerable extensió d'aquesta religió al continent. Això es va dur a terme més fàcilment per l'ús del camell (introduït originàriament a l'Àfrica pels conqueridors perses d'Egipte), el qual va permetre que els àrabs poguessin travessar el desert. D'aquesta forma les regions de Senegàmbia i el centre de Níger es van convertir en zones clau per al comerç transsaharià i l'intercanvi d'idees.

### Expansió de l'Islam
L'Islam també es va difondre a través de l'interior de l'Àfrica occidental, com la religió dels manses de l'Imperi de Mali (1235 - 1400) i molts governants de l'Imperi Songhai (1460 - 1591). Després del llegendari hajj de 1324 de Mansa Musa, Timbuctú es va tornar cèlebre com a centre d'ensenyament islàmic: tingué la primera universitat de l'Àfrica subsahariana. La ciutat havia estat visitada el 1352 pel gran viatger àrab Ibn Battuta; la travessia a Mombasa i Quiloa (Kilwa) va proporcionar els primers coneixements encertats d'aquelles florents ciutats musulmanes dels suahilis de les costes orientals africanes.
L'avanç àrab cap al sud va ser detingut per l'ample cinturó de densa selva, es desplegà gairebé a tot l'ample del continent aproximadament al sud de la latitud 10°N, i es va bloquejar el seu avanç tal com el Sàhara ho havia fet amb els seus predecessors. La selva va evitar que sabessin de l'existència de la costa de Guinea i de la resta d'Àfrica que es trobava més enllà. Una de les últimes regions a caure sota el control dels àrabs va ser Núbia, la qual havia estat dominada per cristians fins al segle xiv.
Per un temps les conquestes musulmanes del sud d'Europa pràcticament van convertir la Mediterrània en un llac musulmà, però l'expulsió al segle xi dels musulmans de Sicília i del sud d'Itàlia per part dels normands va ser seguida per descendents dels conqueridors de Tunísia i Trípoli (Líbia). Una mica després un fort comerç amb les costes africanes, i especialment amb Egipte, es va desenvolupar a Venècia, Pisa, Gènova i altres ciutats del nord de la península Itàlica. A finals del segle xv la monarquia hispànica havia expulsat completament els musulmans, però encara en l'època en què els magrebins seguien en l'Emirat de Gharnata, el Regne de Portugal havia estat prou fort per portar la guerra cap a l'Àfrica. El 1415 un exèrcit portuguès va capturar la ciutadella de Ceuta a la costa magrebina. D'aquí en endavant Portugal va interferir repetidament en els assumptes del Marroc, mentre que Castella va adquirir molts ports on avui són Algèria i Tunísia.
El Regne de Portugal, però, va patir una aclaparadora derrota el 1578 en la batalla d'Alcazarquivir, amb els magrebins comandats per Abu Marwan Abd al-Malik I Saadi de la llavors recentment establerta dinastia Saadi. Llavors els espanyols havien perdut gairebé totes les possessions africanes. Els estats barbarescs, a partir de l'exemple de l'expulsió dels moriscos de la península Ibèrica, van degenerar en meres comunitats de pirates, i sota la influència turca la civilització i el comerç van decaure. La història d'aquests estats des d'inicis del segle xvi fins a la dècada del 1820 es compon en gran part de gestes pirates d'una banda i d'inútils represàlies de l'altra.

### Regnes del Sahel
El comerç d'or i d'altres matèries primeres va propiciar la formació d'aristocràcies a la regió del Sahel africà, en què un sobirà centralitzava el comerç amb la costa nord d'Àfrica. Entre aquests imperis hi hagué l'Imperi de Ghana, l'Imperi de Mali, l'Imperi Songhai i l'Imperi Kanem-Bornu. Se'ls coneix col·lectivament amb el nom de regnes sahelians.

### Regió dels Grans Llacs
A la regió dels Grans Llacs d'Àfrica a partir del segle xv van sorgir regnes ben organitzats i centralitzats com Bunyoro, Budanda, Ruanda i Burundi. El sorgiment d'aquests regnes es va deure a l'inici de l'ús del ferro a la regió i a nous cultius com la banana. Ambdues innovacions van permetre una millora dels rendiments agrícoles que va comportar un augment important de la densitat de població.

## Exploració europea
Durant el segle xv Enric el Navegant, fill del rei Joan I de Portugal, va planejar adquirir territori africà per a Portugal. Sota la seva inspiració i direcció alguns navegants portuguesos van emprendre una sèrie de viatges d'exploració que van resultar en la circumnavegació d'Àfrica i l'establiment de la sobirania portuguesa sobre una gran quantitat de zones costaneres.
Les naus portugueses van envoltar el cap Bojador el 1434, cap Verd el 1445 i el 1480 la totalitat de la costa de Guinea era coneguda pels portuguesos. El 1482, Diogo Cão va arribar a la desembocadura del riu Congo; el cap de Bona Esperança va ser envoltat per Bartolomé Díaz el 1488, i el 1498 Vasco da Gama, després d'haver envoltat aquell terme, va explorar la costa oriental, desembarcà a Sofala i Malindi, i d'aquí va anar cap a l'Índia. Portugal va declarar la seva sobirania en el punt en què els seus navegants desembarquessin, però aquesta no va ser exercida a l'extrem sud del continent.
La costa de Guinea, sent la més propera a Europa, va ser la primera a ser explotada. Nombrosos forts europeus i establiments comercials van ser-hi fundats, el primer el de São Jorge da Mina (Elmina), construït el 1482. Els principals objectius comercials van ser persones esclaves, or, ivori i espècies. El descobriment europeu d'Amèrica (1492) va ser seguit per un gran desenvolupament del tràfic d'esclaus, el qual, abans de l'era portuguesa, havia estat un trànsit per terra confinat gairebé exclusivament a l'Àfrica musulmana. La naturalesa lucrativa d'aquest tràfic i les grans quantitats d'or luvial obtingut pels portuguesos van atreure altres nacions a la costa de Guinea. Els navegants anglesos van arribar-hi el 1553, i van ser seguits d'espanyols, holandesos, francesos i danesos, entre d'altres. La supremacia colonial al llarg de la costa va passar al segle xvii de Portugal als Països Baixos i dels holandesos en els segles XVIII i xix a França i al Regne Unit. Tota la costa del Senegal a Lagos va ser dotada de forts i "fàbriques" de les potències europees, i aquest panorama internacional va persistir fins al segle xx, encara que totes les terres interiors de l'oest d'Àfrica s'havien tornat territori francès o britànic.
Al sud de la desembocadura del riu Congo a la regió de Damaraland (en el que avui en dia és Namíbia), els portuguesos a partir del 1491 van guanyar influència sobre els nadius, i ja a començaments del segle xvi pels seus esforços el cristianisme va ser adoptat en gran part del Regne del Congo. Una incursió de tribus de l'interior més tard aquest mateix segle va acabar amb el poder de l'estat semicristià, i l'activitat portuguesa va ser transferida en bona part cap al sud, fundaren São Paulo de Loanda (avui Luanda) el 1576. Abans de la independència d'Angola el 1975, la sobirania de Portugal sobre aquesta regió costanera, excepte a la desembocadura del riu Congo, només havia estat desafiada per una potència europea, els holandesos, del 1640 al 1648, quan Portugal va perdre el control dels ports marítims.

### El tràfic d'esclaus
El més antic tràfic africà d'esclaus extern va ser transsaharià. Encara que fa molt ja hi havia hagut una mica de trànsit al llarg del Nil i molt poc a través del desert occidental, el transport de grans quantitats d'esclaus no va ser viable fins que es van introduir els camells provinents d'Aràbia en el segle x. En aquest punt, una xarxa transsahariana comercial va ser establerta per transportar esclaus cap al nord. A diferència de les Amèriques, els esclaus a l'Àfrica del Nord eren principalment servents en lloc de peons, i un nombre de dones igual o major que d'homes va ser portat, les mateixes que en general eren emprades com a cambreres de les dones dels harems. Tampoc era poc comú convertir els esclaus homes en eunucs.
El tràfic d'esclaus a través de l'oceà Atlàntic es va desenvolupar més endavant, però acabaria esdevenint molt major i tindria un impacte molt més gran. La penetració en increment de les Amèriques per part de portuguesos, espanyols, anglesos, francesos i holandesos, entre d'altres, va propiciar una enorme demanda de mà d'obra al Brasil, Guaiana, el Carib i l'Amèrica del Nord. Els treballadors eren requerits per a l'agricultura, la mineria i altres tasques. Per satisfer aquesta demanda es va desenvolupar un tràfic transatlàntic d'esclaus. Els esclaus adquirits en aquelles regions de l'Àfrica occidental conegudes pels europeus com Costa de l'Esclau, Costa d'Or i Costa d'Ivori, amb freqüència eren el desafortunat producte de les lluites entre els estats africans enemics. Els poderosos reis africans de la badia de Biafra podien vendre els seus presos internament o intercanviar-los amb els traficants d'esclaus europeus per béns com armes de foc, rom, teles i llavors. Cal destacar que els traficants europeus també realitzaven les seves pròpies caceres d'esclaus.

## Conquesta europea

### Exploradors europeus delseglexix

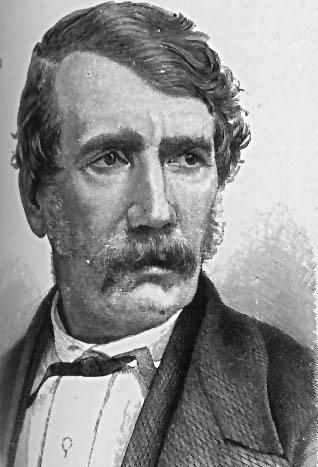
David Livingstone, el primer explorador de l'interior d'Àfrica

Tot i que les guerres napoleòniques van distreure a Europa de l'exploració d'Àfrica, hi va haver desenvolupaments significatius. La invasió d'Egipte (1798 - 1803) primer per part de França i després per l'Imperi britànic va resultar en un intent de Turquia de recuperar el control directe sobre aquell país, seguit el 1811 per l'establiment sota el comandament de Mehmet Alí d'un estat gairebé independent, i l'extensió del domini egipci sobre l'est del Sudan (del 1820 en endavant). Al sud d'Àfrica la lluita contra Napoleó va portar el Regne Unit a prendre assentaments holandesos al Cap, i el 1814 la colònia del Cap, la qual havia estat ocupada contínuament per tropes britàniques des del 1806, va ser cedida formalment a la corona britànica.
Mentrestant, canvis considerables s'havien produït en altres parts del continent, el més notable la invasió d'Alger per part de França el 1830. Aquesta acció va posar fi als estats barbarescs independents, l'obstacle més gran per l'estratègia francesa a la Mediterrània. L'autoritat egípcia va continuar la seva expansió cap al sud. La ciutat de Zanzíbar, a l'illa homònima, ràpidament va cobrar importància. Relats sobre un vast mar interior, i el "descobriment" el 1840 - 1848, per part dels missioners Johann Ludwig Krapf i Johannes Rebmann, de la muntanya Kilimanjaro i de Kenya, van estimular a Europa el desig de major coneixement.
A mitjans del segle xix les missions protestants van realitzar activitats missioneres a la costa de Guinea, a Sud-àfrica i als dominis de Zanzíbar. Es duien a terme entre persones a qui els europeus coneixien poc. En molts casos els missioners es convertien en exploradors o agents comercials i del colonialisme. Un dels primers a intentar omplir els espais en blanc restants al mapa europeu va ser David Livingstone, que havia estat involucrat en tasques missioneres des del 1840 al nord del riu Orange. El 1849 Livingstone va creuar el desert del Kalahari de sud a nord i va arribar al llac Ngami, i entre 1851 i 1856 va travessar el continent d'oest a est, donà a conèixer les grans vies fluvials de l'alt Zambeze. Durant aquestes travessies Livingstone "va descobrir", el novembre de 1855, les famoses cascades Victòria, anomenades així en honor de la reina Victòria I del Regne Unit. A l'Àfrica, aquest salt d'aigua és anomenat Mosi-oa-Tunya ('fum que trona'). Entre 1858 i 1864 el baix Zambeze, el riu Shire i el llac Nyasa van ser explorats per Livingstone. Una meta primordial per als exploradors era localitzar el naixement del Nil. Les expedicions de Burton i Speke (1857 - 1858) i Speke i Grant (1863) van aconseguir localitzar el llac Tanganyika i el llac Victòria. Més endavant va ser demostrat que era del segon llac on naixia el Nil.
Henry Morton Stanley, que el 1871 havia tingut èxit a trobar i socórrer Livingstone, es va dirigir a Zanzíbar el 1874, i en una de les més memorables de totes les expedicions d'exploració d'Àfrica va circumnavegar els llacs Victòria i Tanganiyka, s'endinsà fins al riu Lualaba, va seguir el seu curs riu avall fins a l'oceà Atlàntic, on va arribar a l'agost del 1877 i va demostrar que era el riu Congo.
Els exploradors també van estar actius en altres parts del continent. El sud del Marroc, el Sàhara i el Sudan van ser travessats en moltes direccions entre 1860 i 1875 per Friedrich Gerhard Rohlfs, Georg August Schweinfurt i Gustav Nachtigal. Aquests viatgers no sols van augmentar considerablement el coneixement geogràfic, sinó que també van obtenir informació respecte a la gent, les llengües i la història natural dels països que van visitar. Entre els descobriments de Schweinfurth hi va haver un que va confirmar les llegendes gregues sobre l'existència més enllà d'Egipte d'una "ètnia pigmea". Però el primer occidental a descobrir els pigmeus de l'Àfrica central va ser Paul Du Chaillu, que els va trobar al districte d'Ogowe de la costa oest el 1865, cinc anys abans de la trobada de Schweinfurth; Chaillu va dur prèviament, com a resultat dels seus viatges a la regió del Gabon entre 1855 i 1859, fer popular a Europa el coneixement de l'existència del goril·la, possiblement el simi gegant vist per Hannon el Navegant, i la seva existència, fins a mitjan segle xix, era concebuda com a llegendària igual que la dels pigmeus d'Aristòtil.

## Colonització i independència
Els europeus havien usat l'Àfrica com a font de matèries primeres i esclaus per a Amèrica durant tota l'edat moderna, però a partir del segle xix comença, amb l'imperialisme, la veritable colonització d'Àfrica, amb el traçat de fronteres arbitràries que són la font de conflictes encara no resolts.
.

Mapa de lÀfrica colonial el 1947

La descolonització va deixar estats independents amb futurs desiguals. Molts d'ells tenen una forta dependència de l'ajuda exterior pel seu baix nivell de desenvolupament, amb fam i corrupció interna. La petjada de les cultures colonials, especialment la britànica i la francesa, és ben patent en la majoria d'estats. Diversos intents d'unir voluntats comunes (el panafricanisme) no han aconseguit eliminar la rivalitat entre antigues ètnies.
Les guerres contemporànies africanes han sigut motivades principalment per la possessió de recursos naturals (com el petroli, els diamants, la fusta i l'or). Aquestes guerres s'han caracteritzat per l'ús militar de nens, sent on més se'n troben.